# Dave Dowle
Dave Dowle (Londra, 20 ottobre 1953) è un batterista britannico, noto per essere stato membro dei gruppi rock Streetwalkers, e in seguito, degli Whitesnake.

## Carriera
Sin da giovanissimo suona con alcune band britanniche, tra cui i Canterbury Glass, dove era presente un ancora sconosciuto Steve Hackett. Nel settembre del 1976 entra a far parte, voluto da Roger Chapman, degli Streetwalkers, dove rimpiazza come batterista Nicko McBrain; il gruppo, tuttavia, si scioglierà un anno dopo. Nel 1978 è parte della prima formazione degli Whitesnake, band capitanata da David Coverdale, dove  rimarrà fino al 1979, incidendo l'EP d'esordio e i loro primi due album, oltre a un live realizzato nel 1978 per il solo mercato giapponese quindi incluso nel Live... in the Heart of the City del 1980.

## Discografia

### Con gli Whitesnake
- 1077 - Snakebite (EP)
- 1978 - Trouble
- 1979 - Lovehunter
- 1980 - Live.... in the Heart of the City (riproponente parti di concerti del 1978)

### Con i Brian Auger's oblivion
- 1975 - Reinforcement

### Solista
- 1995 - Induction